# Anne-Marie Schaffner
Pour les articles homonymes, voir Montfort.
Anne-Marie Schaffner, née le 31 mai 1945 à Nancy, est une femme politique française.

## Biographie
Elle est la belle fille d'Ernest Schaffner.
En 1995, alors qu'elle est vice-présidente du Conseil général de Seine-et-Marne, membre du RPR et soutien de Jacques Chirac, elle s'oppose à Jacques Larché, président UDF de ce même conseil, qui est lui un partisan d'Édouard Balladur pour l'élection présidentielle.

## Mandats électifs
- 1983 - 1995 : 1re adjointe au maire de Fontenay-Trésigny
- 1995 - 2001 : conseillère municipale de Fontenay-Trésigny
- 1985 - 1998 : conseillère générale du canton de Rozay-en-Brie
- 1992 - 1994 et depuis 1998 : conseillère régionale d'Ile-de-France
- 20 juillet 1999 - 19 juillet 2004 : députée européenne[2]

## Fonctions politiques
- 1995 - 1997, 1998 : secrétaire nationale du RPR

## Décoration
- Chevalier de l'ordre de la Légion d'honneur